# Pingala
Pingala (Sanskriet: pingala = geelbruin) is in de mystiek en yogaleer een nadi: een kanaal voor prana, of levensenergie, ook wel een psychische zenuw genoemd.
Pingala en ida worden vaak in verband gebracht met de twee hemisferen van de hersenen. Pingala wordt geassocieerd de zonne-energie, extraversie en de mannelijke en opwarmende energie.
Het is een van de kanalen die de stuitchakra met de kruinchakra verbindt. Het zou van de linker testikel naar het rechter neusgat stromen en wordt gelinkt aan de rivier de Yamuna. Ida is de tegenhanger van pingala en wordt in verband gebracht met het linker neusgat. Een derde bekende nadi is shushumna.